# Filozofická fakulta Univerzity Palackého
Filozofická fakulta Univerzity Palackého v Olomouci (FF UP) je jednou z osmi fakult této vysoké školy. Svou činnost obnovila v zimním semestru roku 1946. Na svých katedrách a dalších odborných pracovištích poskytuje studentům a uchazečům více než šest set kombinací filologických, humanitních, sociálních a uměnovědných oborů.
Filozofická fakulta je se svými 21 katedrami a téměř šesti tisíci studenty největší z osmi fakult Univerzity Palackého v Olomouci. Funguje na samosprávném principu, každý třetí rok akademičtí pracovníci a studenti volí akademický senát, v jehož kompetencích je pak dále volba děkana fakulty na čtyřleté období působení. Současným děkanem je historik doc. Mgr. Jan Stejskal M.A., Ph.D., jenž byl zvolen Akademickým senátem FF UP a do úřadu byl jmenován 1. února 2022, kdy nahradil slavistu Zdeňka Pechala.

## Historie
Výuku na filosofické fakultě zahájil 3. října 1576 Angličan George Warr přednáškou z logiky. V minulosti byla filozofie chápána šířeji než dnes, ve smyslu věda, láska k moudrosti, a tak mezi známými osobnostmi spjatými s fakultou nenajdeme jen filosofy (Josef Likavec, Franz Samuel Karpe), ale také z dnešního pohledu vědce v oborech matematiky, fyziky a astronomie (viz Významné osobnosti Olomoucké univerzity).
V tradičním smyslu se jednalo o fakultu svobodných umění, na které se vyučoval úplný kurz tzv. sedmi svobodných umění, a to ve dvou stupních:
- nejdříve trivium (gramatika, rétorika a dialektika), přičemž jejich absolvent byl baccalaureus – ověnčený vavřínem,
- poté mohl pokračovat ve studiu kvadrivia (aritmetika, geometrie, astronomie a hudba) a získat titul magister artium (liberalium) – učitel či mistr (svobodných) umění.

Jak po bakalářském, tak po magisterském stupni se mohl zapsat ke studiu na některé ze tří odborných fakult středověké univerzity.
V roce 1626 se výuka rozšířila, když k logice, metafyzice a matematice přibyla i katedra fyziky.
Po přestěhování univerzity do Brna v roce 1778 měla fakulta jen čtyři profesory, přičemž jeden vyučoval politické vědy (tato katedra se roku 1780 přesunula na právnickou fakultu). K tomu profesor Gärtler vyučoval arabštinu, sýrštinu a aramejštinu, profesor Karpe vyučoval pedagogiku a profesor Dürnbacher vyučoval přírodní dějiny.
Univerzita se vrátila zpátky do Olomouce v roce 1782 degradována na akademické lyceum. Od roku 1783 nebylo možné na filosofické fakultě udělovat doktorské a magisterské tituly (právo udělovat tituly bakalářské bylo odebráno v roce 1821).
- 1. ročník - teoretická filosofie, prostá matematika, náboženská věda, obecné dějiny, řecký jazyk a literatura
- 2. ročník - fyzika, praktická filosofie, náboženská věda, řecký jazyk a literatura
- 3. ročník - latinská filologie, náboženská věda, řecká filologie pro budoucí posluchače teologie a medicíny; obecné přírodní dějiny pro budoucí posluchače medicíny; dějiny rakouského státu pro budoucí posluchače práva

V roce 1805 došlo k reorganizaci studia. Filosofické studium stále plnilo funkci předstupně studia na specializovaných fakultách (teologie, právo, medicína). Na univerzitách trvalo tři roky, na lyceích pak dva roky. V Olomouci byla ustavena nová katedra světových dějin. Jako vedlejší k dějinám byly vyučovány diplomatika, heraldika a numismatika. Kromě toho zde byly také katedra estetiky, vyšší matematiky, fyziky a astronomie; katedra přírodních dějin zahrnující také zemědělství a lesní hospodářství, a katedra dějin filosofie, pedagogiky a řecké filologie. V roce 1808 byla pak ustavena katedra ekonomie. Kromě toho univerzita disponovala také minerálním kabinetem, kabinetem fyziky, chemickou laboratoří a botanickou zahradou.
V roce 1816 bylo studium filosofie prodlouženo na tři roky, přičemž o deset let později bylo zkráceno zpět na dva.
Po účasti studentů na revoluci roku 1848 došlo v roce 1851 k uzavření fakulty a rozpuštění jejich šesti profesorů. Uzavření však přečkaly katedry historie a filosofie, které byly přičleněny k právnické fakultě, která sama byla uzavřena v roce 1855.
Činnost fakulty byla obnovena až na podzim roku 1946, kdy začala postupně vytvářet mnoho individuálních kateder: filozofie, sociologie, historie, psychologie, umění, historie umění a estetiky, filologie a Českou katedru západních jazyků a slavistiky. Šedesátá léta byla ve znamení liberalizace komunistického režimu, která měla dobrý vliv na rozvoj fakulty. V rámci normalizačních let 1969-1989 však podlehla FF UP masovým personálním čistkám mezi učiteli a zaměstnanci. Mnoho profesorů bylo z fakulty vypovězeno, dostali zákaz publikování i vyučování studentů. Toto období bylo jedno z nejhorších, kterými fakulta prošla.
Velké změny pak nastaly po sametové revoluci v roce 1989, kdy se velký počet dřívějších vyučujících vrátil na fakultu. Po roce 1990 bylo založeno mnoho nových kateder: politická a evropská studia, žurnalistika, klasická filologie, katedra asijských studií nebo nederlandistiky. Fakulta umožnila studovat obory na těchto katedrách v bakalářském, magisterském i doktorském stupni.

## Symboly fakulty
Mezi symboly Filozofické fakulty UP patří:
- žezlo Filozofické fakulty: Bylo vypracováno podle návrhu prof. Jaroslava Horejce, vyrobeno firmou J. Mňuk Mohelnice a 20. září 1948 dodáno zlatnickou firmou K. Ziegelheim v Olomouci. Délka žezla je 151 cm. Hlavici žezla tvoří postava ženy, představující bohyni moudrosti Pallas Athénu.
- řetězy: Všechny řetězy filozofické fakulty se skládají ze dvou druhů článků, 17 z nich je plných a mají tvar štítu Pallas Athény. Tvoří je kruhové terče o průměru 24 mm pro děkana a 19 mm pro řetězy proděkanů. Uprostřed řetězů je dole sponový článek, utvořený ze tří měsíčních srpků sestavených do trojúhelníku, postaveného na špici, které místo záře mají umístěny iniciály „UPO“.

Barvou olomoucké filozofické fakulty je modrá.

## Studium, katedry a zařízení
Filozofická fakulta UP poskytuje studia humanitních, filologických a uměnovědných disciplín. V rámci přirozeného vývoje fakulty se postupně proměňují studijní programy tradičních oborů a tradičních kateder ve prospěch volitelnosti a variability. Studenti mají možnost modifikovat své studijní programy, včetně volby kombinace dvouoborového studia. Studium na Filozofické fakultě je pojato jako odborné, s možností získat učitelskou způsobilost pro výuku na středních školách, a má modulovanou bakalářsko-magisterskou podobu. Většina oborů je akreditována i pro doktorské studijní programy. Existuje i možnost studia prakticky zaměřených bakalářských programů. Studovat na Filozofické fakultě lze prezenční i kombinovanou formou. Kombinované studium zabezpečuje v rámci Filozofické fakulty Institut celoživotního vzdělávání.
Na Filozofické fakultě působí specializovaná vědecká a odborná pracoviště: Arbeitsstelle für deutschmährische Literatur, Centrum judaistických studií Kurta a Ursuly Schubertových, Centrum pro československá exilová studia, Centrum pro jazyk a kulturu v Nizozemí a Vlámska „Erasmianum“, Dokumentační centrum dramatických umění, Kabinet interkulturních studií, Kabinet obecné lingvistiky, Kabinet pro výzkum uměleckohistorických památek, Kabinet regionálních dějin, Kabinet pro studium dějin filozofie středověku a renesance, Psychologické poradenské centrum.
Fakulta má 21 kateder:
Filologické katedry
- Katedra anglistiky a amerikanistiky
- Katedra asijských studií
- Katedra bohemistiky
- Katedra germanistiky
- Katedra klasické filologie
- Katedra nederlandistiky
- Katedra obecné lingvistiky
- Katedra romanistiky
- Katedra slavistiky
- Centrum jazykového vzdělávání

Humanitní a společenskovědné katedry
- Katedra ekonomických a manažerských studií
- Katedra filozofie
- Katedra historie
- Katedra mediálních a kulturálních studií a žurnalistiky
- Katedra politologie a evropských studií
- Katedra psychologie
- Katedra sociologie, andragogiky a kulturní antropologie
- Centrum judaistických studií Kurta a Ursuly Schubertových

Uměnovědné katedry
- Katedra dějin umění
- Katedra divadelních a filmových studií
- Katedra muzikologie

Další zařízení
- Jazyková škola UPLIFT
- Institut celoživotního vzdělávání
- Letní škola slovanských studií
- Vydavatelství FF

## Vedení

### Seznam děkanů
Zahrnuti jsou i děkani společenskovědní větve pedagogické fakulty (1947–1953) a děkani fakulty společenských věd Vysoké školy pedagogické v Olomouci (1953–1957).
- 1946 prof. PhDr. Jindřich Šebánek
- 1947–1948 prof. PhDr. Vincenc Lesný
- 1948–1949 prof. PhDr. Karel Janáček, DrSc.
- 1949–1953 prof. PhDr. Jaromír Bělič, DrSc.
- 1953–1954 doc. PhDr. Otakar Vašek
- 1954–1957 doc. PhDr. Václav Křístek, CSc.
- 1960–1961 prof. PhDr. Emil Holas, DrSc.
- 1961–1963 doc. PhDr. Jaromír Lang
- 1963–1964 doc. PhDr. Antonín Václavík, CSc.
- 1964–1966 doc. PhDr. Josef Bieberle, CSc.
- 1966–1969 prof. PhDr. Jiří Daňhelka, CSc.
- 1969–1971 prof. PhDr. Dimitr Krandžalov
- 1971–1974 prof. ak. arch. František Novák
- 1974–1986 prof. PhDr. Jan Navrátil, CSc.
- 1986–1989 doc. PhDr. Karel Motyka, CSc.
- 1990–1994 prof. PhDr. Ludvík Václavek, CSc.
- 1994–1997 doc. PhDr. Jindřich Schulz, CSc.
- 1997–2003 doc. PhDr. Vladimír Řehan
- 2003–2010 prof. PhDr. Ivo Barteček, CSc. (dvě období)
- 2010–2018 prof. PhDr. Jiří Lach, Ph.D., M.A. (dvě období)
- 2018–2022 prof. PhDr. Zdeněk Pechal, CSc.
- 2022 doc. Mgr. Jan Stejskal M.A., Ph.D.

### Vedení fakulty
- děkan – doc. Mgr. Jan Stejskal M.A., Ph.D.
- proděkan pro vnější vztahy FF UP – Mgr. Petr Bilík, Ph.D.
- proděkanka pro zahraničí FF UP – doc. Mgr. Pavlína Flajšarová, Ph.D.
- proděkanka pro studium FF UP – PhDr. Eva Klimentová, Ph.D.
- proděkanka pro vědu FF UP – doc. PhDr. Lenka Křupková, Ph.D.
- proděkan pro organizaci a rozvoj FF UP – Mgr. Ondřej Kučera, Ph.D.
- proděkan pro digitalizaci a infrastrukturu FF UP – Mgr. Vladimír P. Polách, Ph.D.
- proděkanka pro akreditaci a doktorské studium FF UP – Mgr. Kristýna Solomon, Ph.D.
- tajemnice fakulty – Ing. Andrea Wagnerová
- předseda AS FF UP – doc. PhDr. Tomáš Lebeda, Ph.D.

## Věda a výzkum
Filozofická fakulta svou činnost z velké části zaměřuje na vědu a výzkum. Vědeckou činností se zabývají pedagogové a vědečtí pracovníci všech kateder fakulty. Na deseti z nich jsou specializovaná výzkumná pracoviště. Významných vědeckých výsledků dosáhly v posledních letech zejména katedry s vyhraněným vědeckým profilem, zázemím významných vědeckých osobností a dobře zajištěnou výchovou vědeckého dorostu.
Mezi filologickými katedrami zajišťuje Katedra anglistiky a amerikanistiky ve spolupráci s badateli šesti dalších kateder FF řešení výzkumného záměru Pluralita kultury a demokracie. Katedra germanistiky rozvíjí rozsáhlý výzkum německy píšících autorů na Moravě v Arbeitsstelle für deutschmährische Literatur a judaistický výzkum v Centru judaistických studií Kurta a Ursuly Schubertových podporovaný řadou zahraničních i domácích grantů. Katedra asijských studií se podílí na činnosti Konfuciovy akademie. Katedra bohemistiky zahájila v roce 2009 vydávání recenzovaného časopisu Bohemica Olomucensia a také každoročně zajišťuje pro FF soutěž Student a věda. Katedra romanistiky vydává odborný časopis Romanica Olomucensia. Katedra slavistiky pravidelně pořádá mezinárodní konferenci „Olomoucké dny rusistů“. Katedra nederlandistiky soustřeďuje svou vědeckou činnost v Centru pro jazyk a kulturu Nizozemí a Vlámska – Erasmianum a od roku 2009 se účastní evropského projektu NIFLAR.
Katedra historie v roce 2009 ukončila dlouhodobý projekt Akademické dějiny Olomouce. Je zde řešen grant GA ČR Soupis písemných památek městského dějepisectví Čech, Moravy a (rakouského) Slezska do roku 1800, jehož první etapa začala v roce 2009. Katedra dějin umění ve spolupráci s Katedrou muzikologie, Katedrou divadelních, filmových a mediálních studií, Katedrou germanistiky, Katedrou historie a Katedrou bohemistiky řeší výzkumný záměr Morava a svět: Umění v otevřeném multikulturním prostoru, částečně realizovaný v Centru italských studií v umění a kultuře, které pod Katedru dějin umění spadá. Katedra filozofie je zapojena do výzkumného záměru „Centrum pro práci s patristickými, středověkými a renesančními texty“, který je řešený převážně na CMTF UP.
Mezi společenskými vědami se Katedra politologie a evropských studií zabývá výzkumem v oblastech politického stranictví a voleb, politických systémů, Evropské unie se zaměřením na institucionální reformu, regionální a environmentální politiku, rozšiřování a externí vztahy EU. Katedra žurnalistiky rozvinula svou činnost především v souvislosti s nově realizovanými studijními programy (mediální studia, kulturální studia a komunikační studia). V roce 2009 bylo založeno výzkumné Centrum kulturálních, mediálních a komunikačních studií s novou publikační platformou, recenzovaným periodikem Kultura - média - komunikace. Katedra psychologie pořádá ve spolupráci s příbuznými pracovišti Univerzity Karlovy pravidelně česko-slovenskou konferenci „Kvalitativní přístup a metody ve vědách o člověku“, v roce 2009 proběhl již 8. ročník na téma Kvalitativní přístup pro praxi. Katedra aplikované ekonomie se soustřeďuje na problematiku Second Life vzdělávání ve virtuálním světě.
Dalšími aktivními vědeckými pracovišti jsou Kabinet pro studium dějin filozofie středověku a renesance, Dokumentační centrum dramatických umění, Kabinet regionálních dějin, Kabinet interkulturních studií a Centrum pro československá exilová studia.

## Studentské aktivity
Na půdě Filozofické fakulty UP funguje více než desítka studentských spolků. Tyto spolky buď přímo pracují pod záštitou a za podpory Filozofické fakulty nebo jsou na fakultu vázány personálně. Zaměření spolků je různé, některé se věnují realizaci kulturního programu v prostorách Uměleckého centra Univerzity Palackého, jako je občanské sdružení Pastiche filmz nebo Divadlo Konvikt.
Studenti FF UP ale i jeho absolventi se pak starají o chod nezávislého olomouckého Divadla Tramtarie, studenti divadelní vědy vytvořili dva studentské divadelní soubory – Divadlo na cucky a Ansámbl OZ. Studenti filmové vědy před několika roky založili internetový studentský filmový časopis 25fps. V oblasti filmu je největší doménou FF UP organizace Mezinárodního festivalu populárně-vědeckého a dokumentárního filmu Academia film Olomouc, na jehož organizaci se podílí jak učitelé tak každoročně přibližně sto studentů. Popularizaci Japonska i jeho kultury se věnuje Japonský klub Olomouc. Kulturní, sportovní a společenské akce pro studenty Katedry historie a jiné zájemce pořádá Cech invalidů středoevropské historiografie. Aktivita s názvem Pomáháme pomáhat se snaží podporovat dárcovství krve a rozšíření znalostí základů první pomoci. Rozvojem spolupráce kateder psychologie a zlepšením podmínek studia se ve spolupráci s profesionálními psychologickými organizacemi zabývá Česká asociace studentů psychologie. Na FF UP také vzniklo občanské sdružení Studenti UP, které se snaží podporovat a rozvíjet aktivity studentů. Již nedílnou součástí dnešního univerzitního prostředí je existence olomouckých poboček Erasmus Student Network a AIESEC.

## Fotogalerie

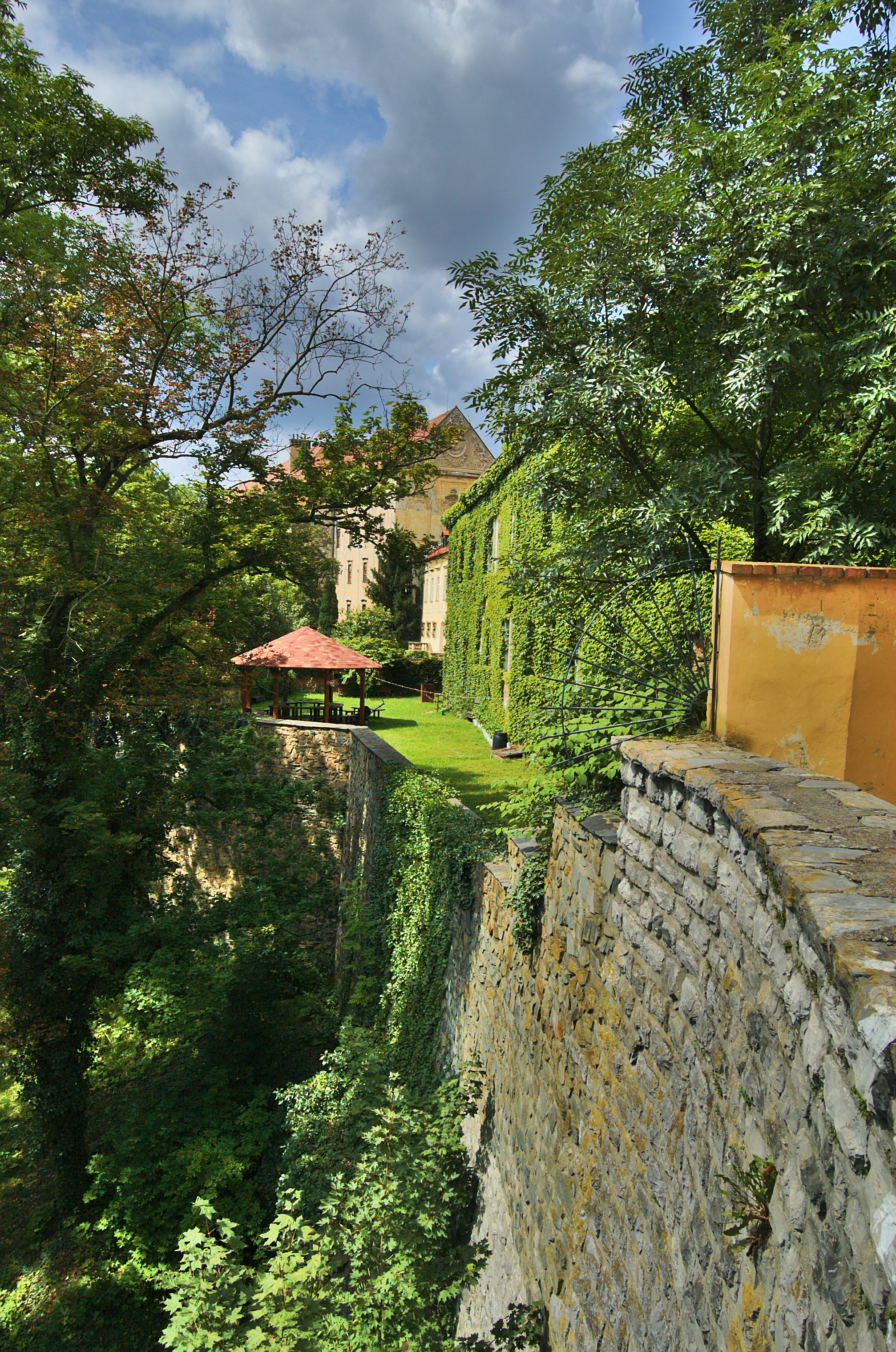
Hradby za filozofickou fakultou
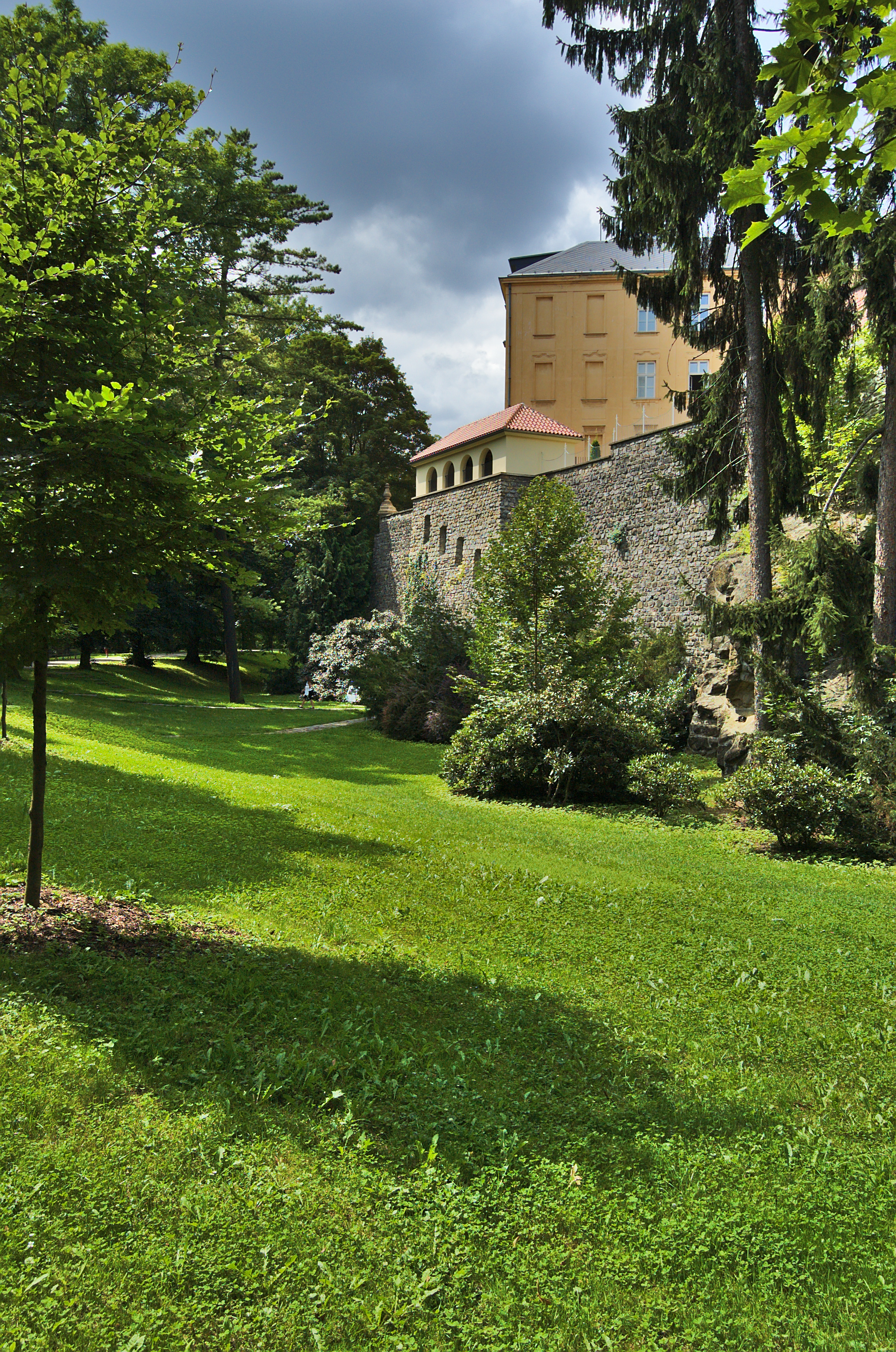
Výpad pod filozofickou fakultou
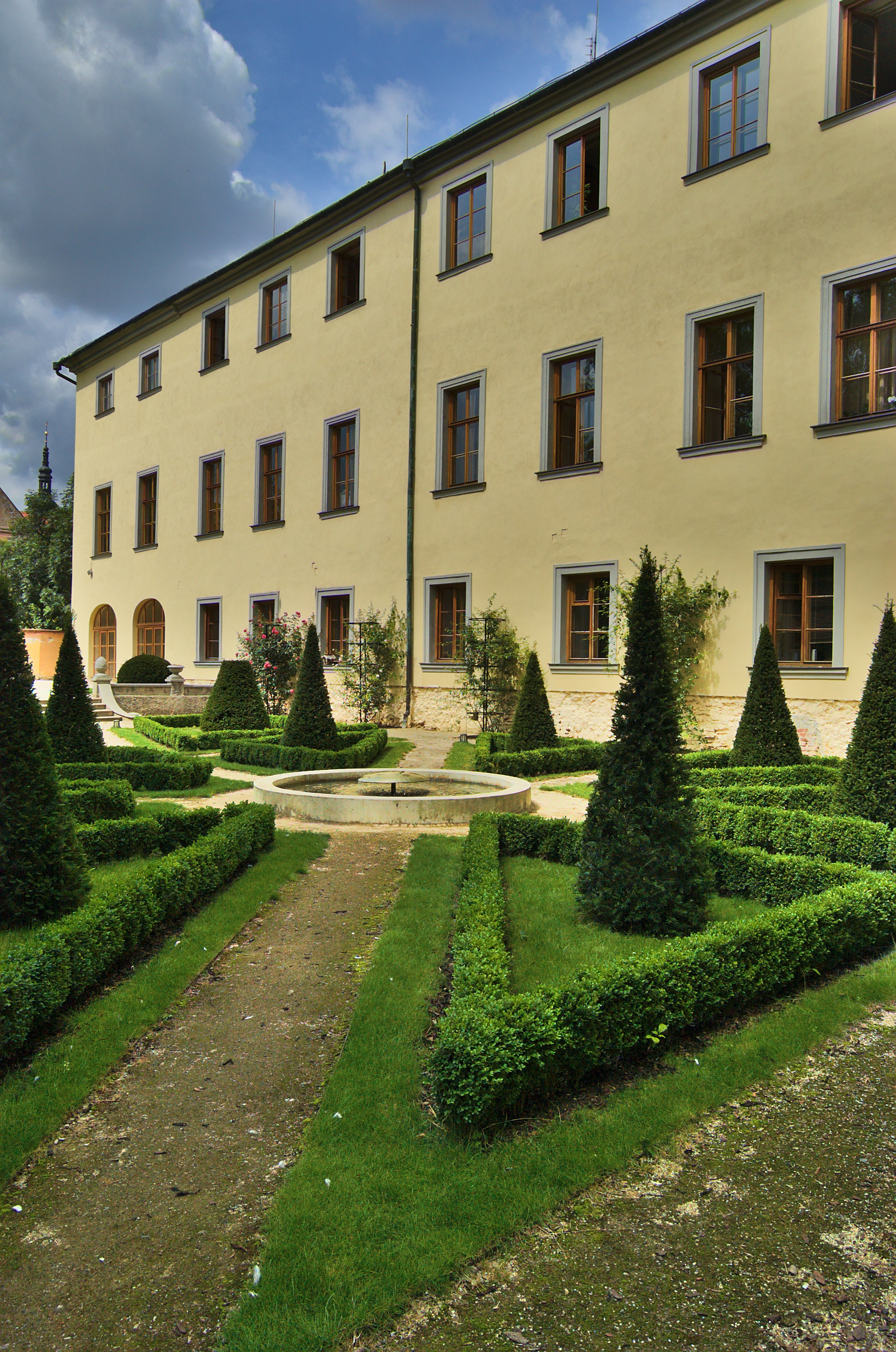
Zahrady za filozofickou fakultou
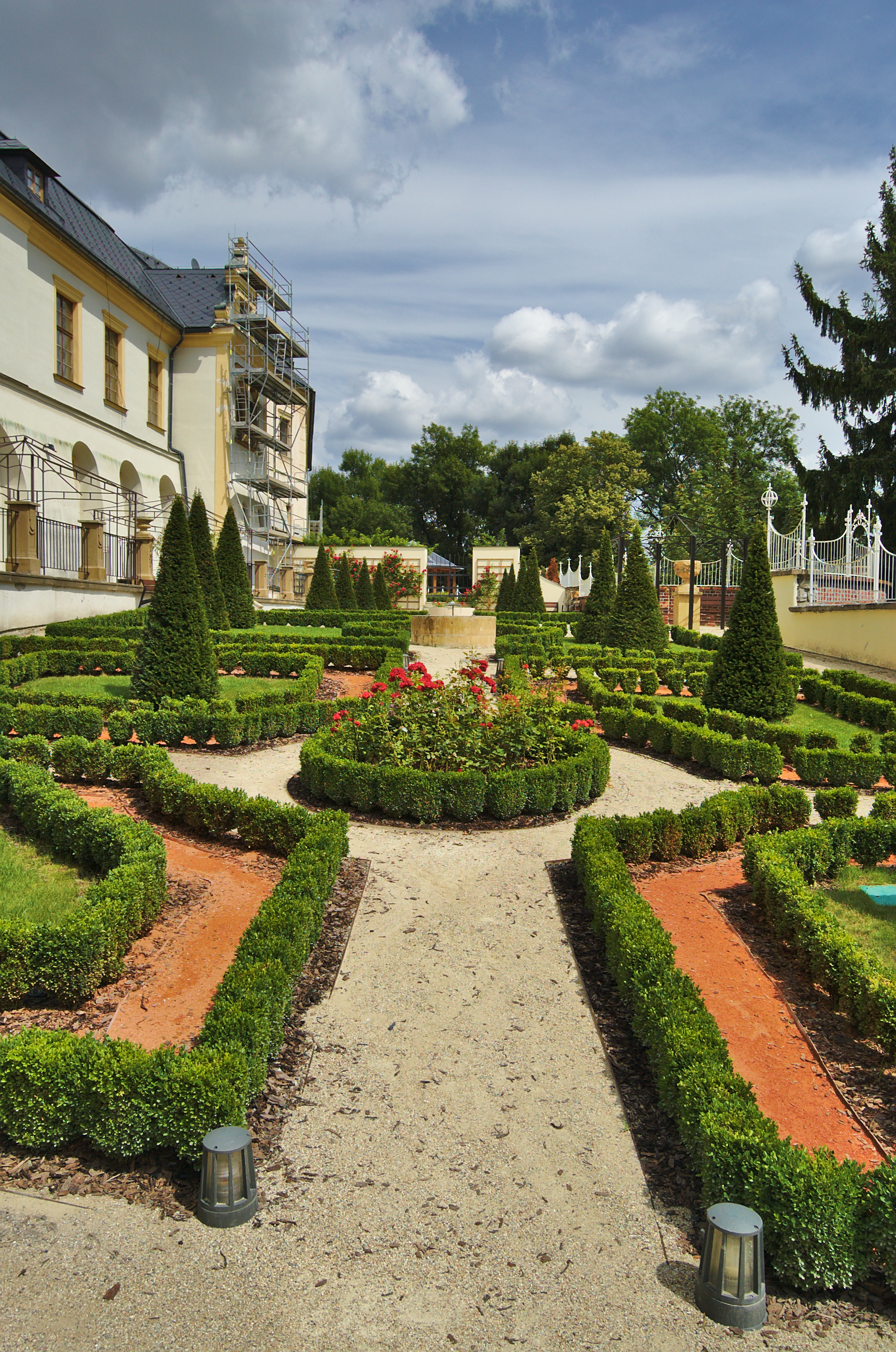
Zahrady za katedrou politologie
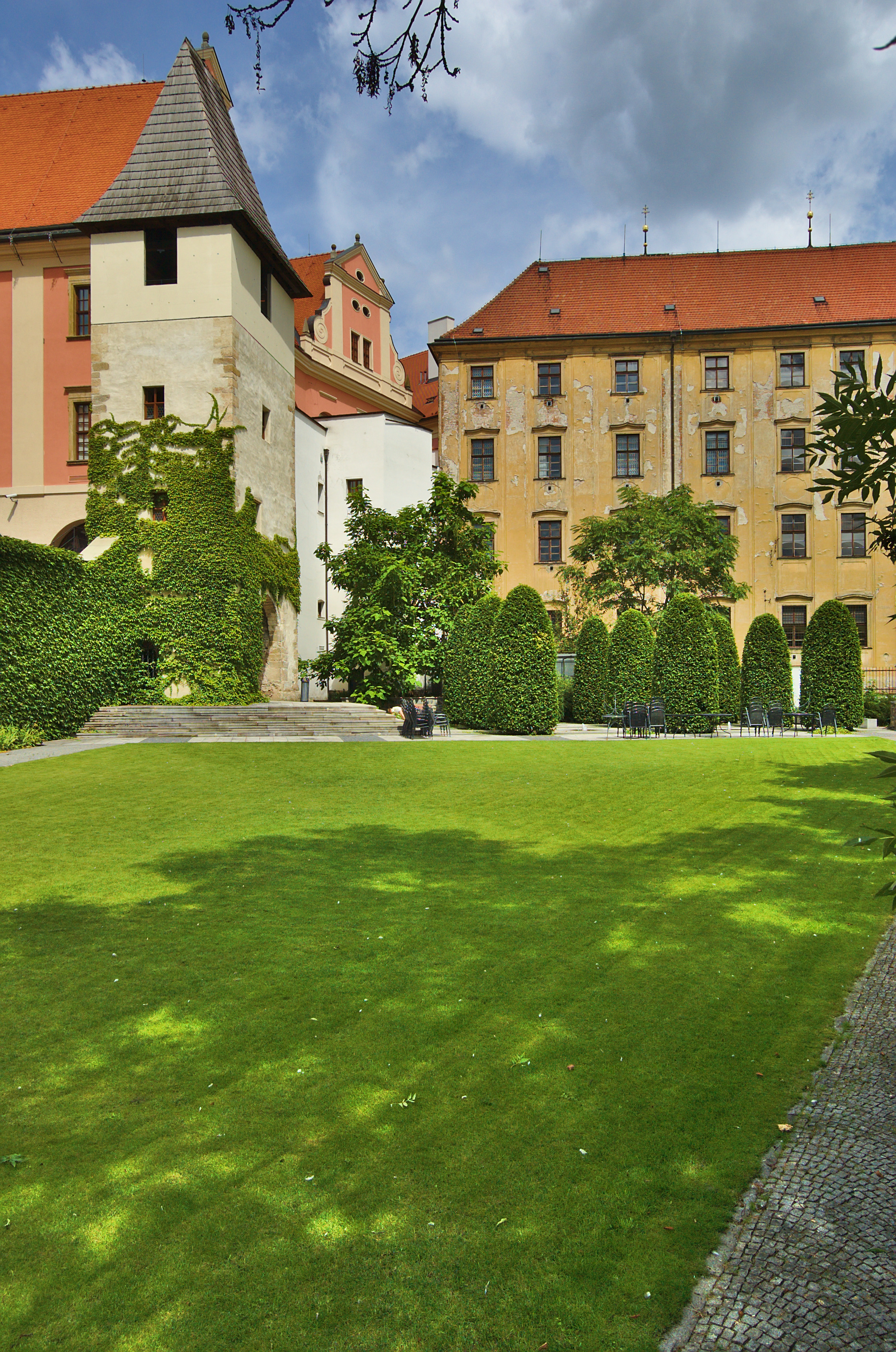
Bývalý jezuitský konvikt - umělecké centrum Filozofické fakulty: dolní nádvoří s Židovskou brankou
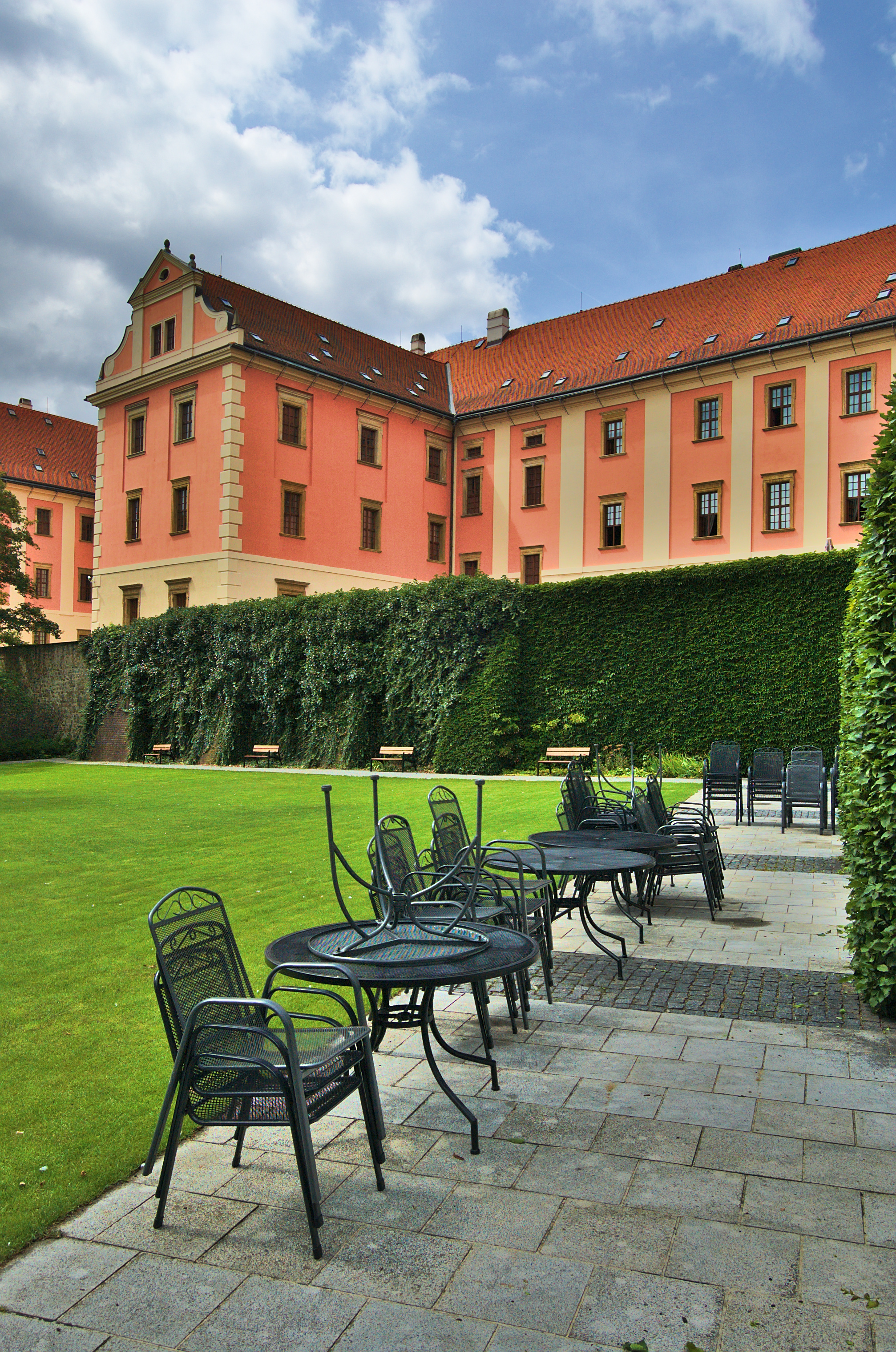
Bývalý jezuitský konvikt - umělecké centrum Filozofické fakulty: budova s dolního nádvoří
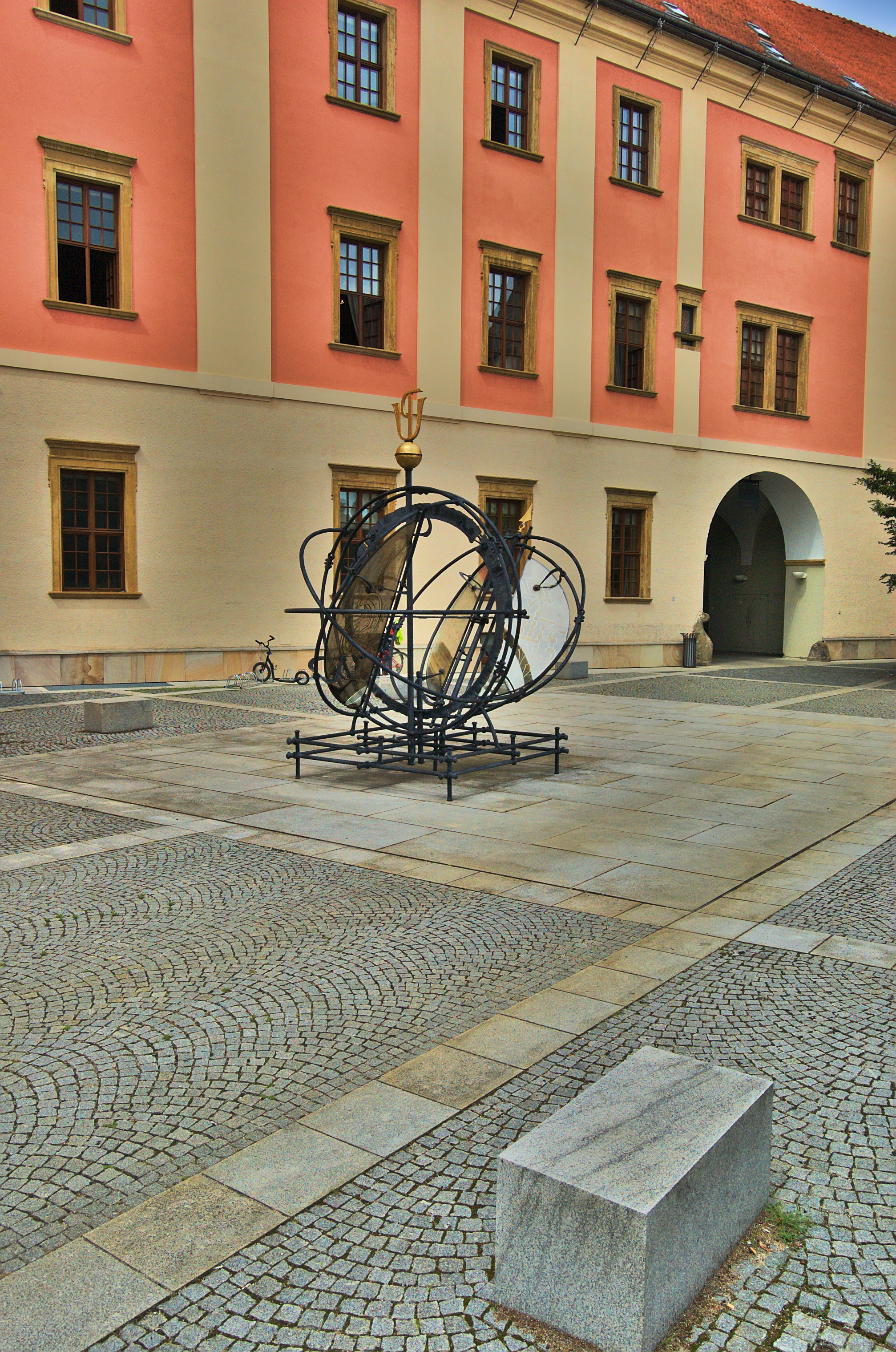
Bývalý jezuitský konvikt - umělecké centrum Filozofické fakulty: horní nádvoří
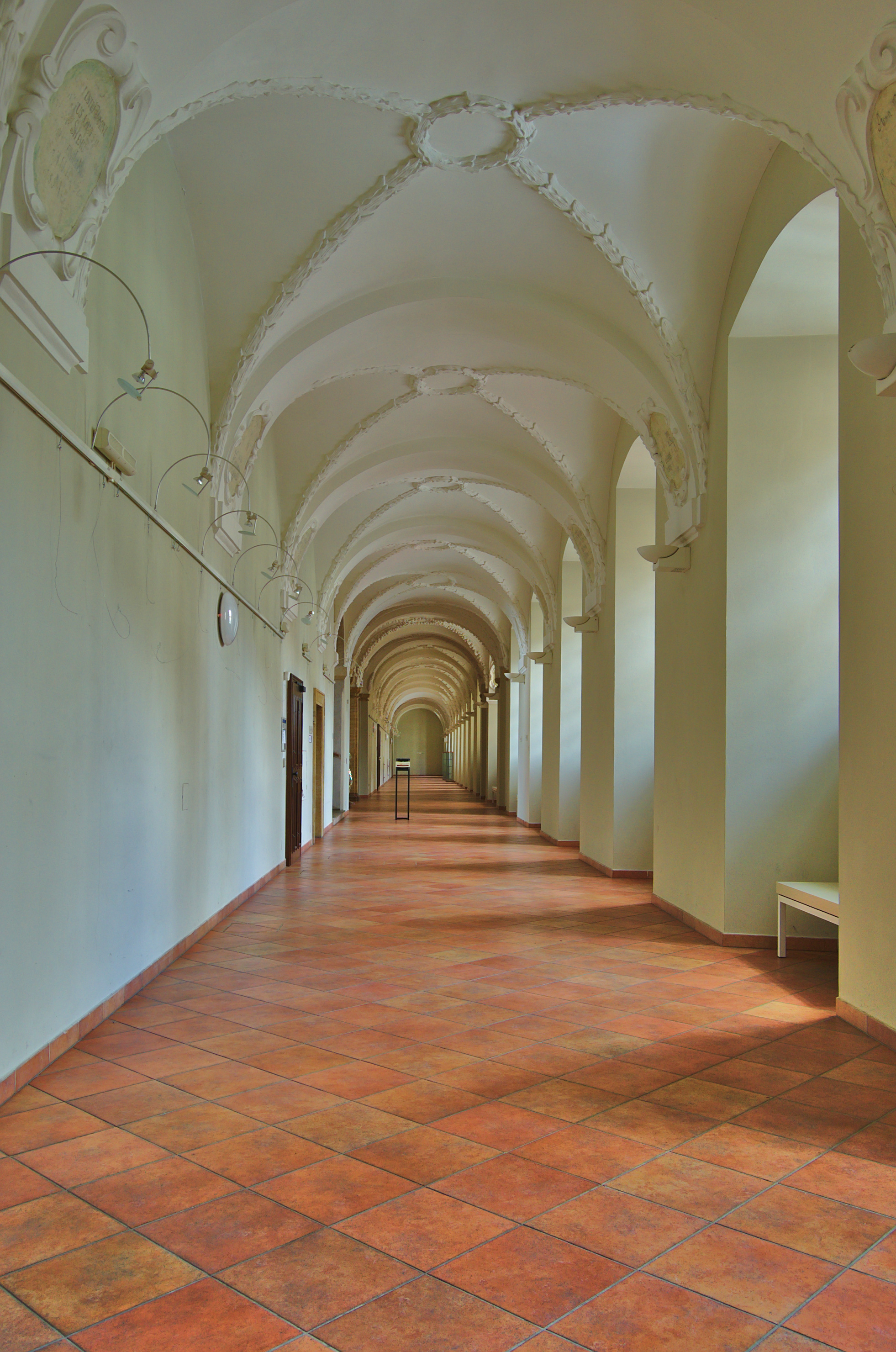
Bývalý jezuitský konvikt - umělecké centrum Filozofické fakulty: chodba
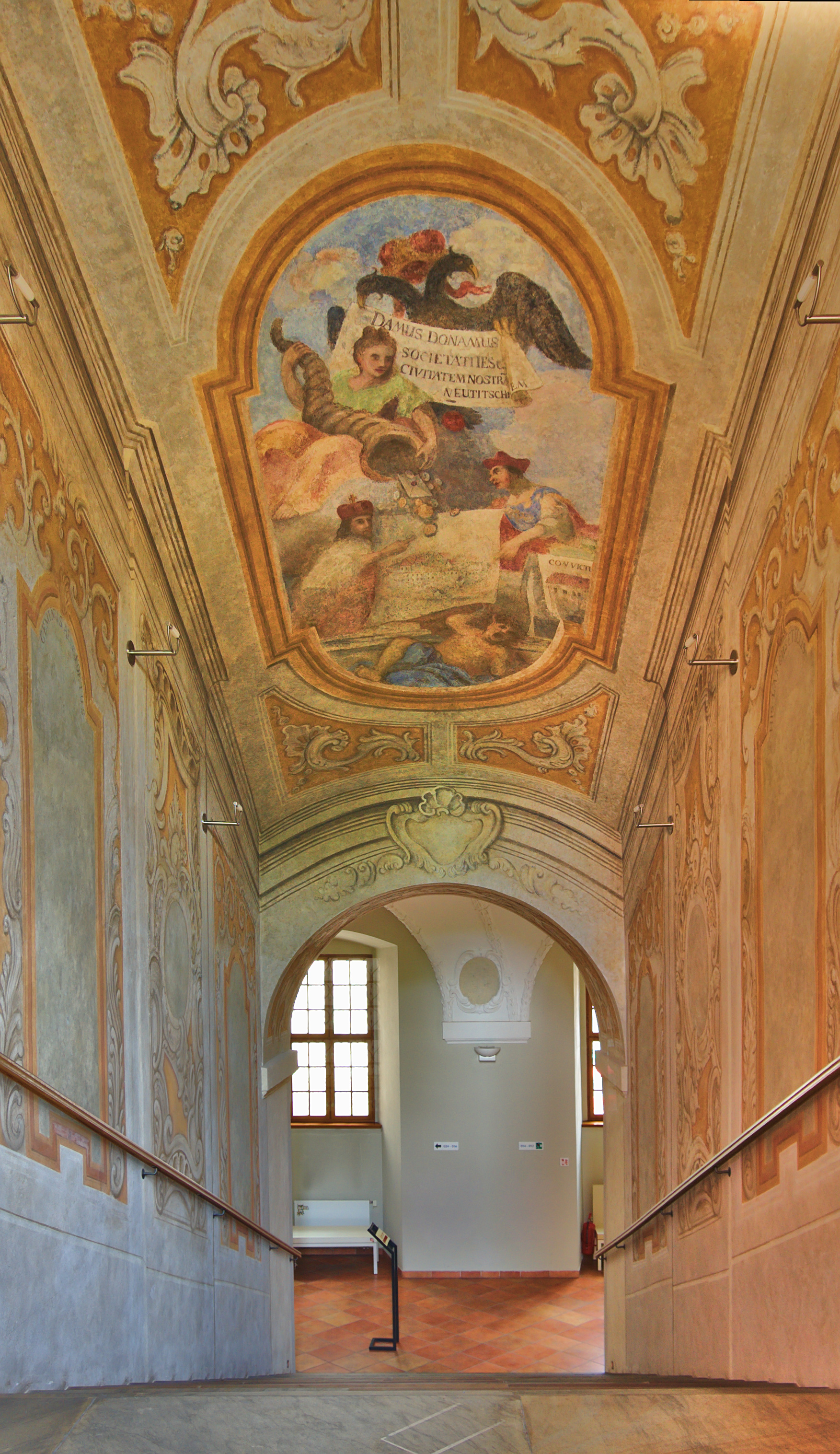
Bývalý jezuitský konvikt - umělecké centrum Filozofické fakulty: schodiště
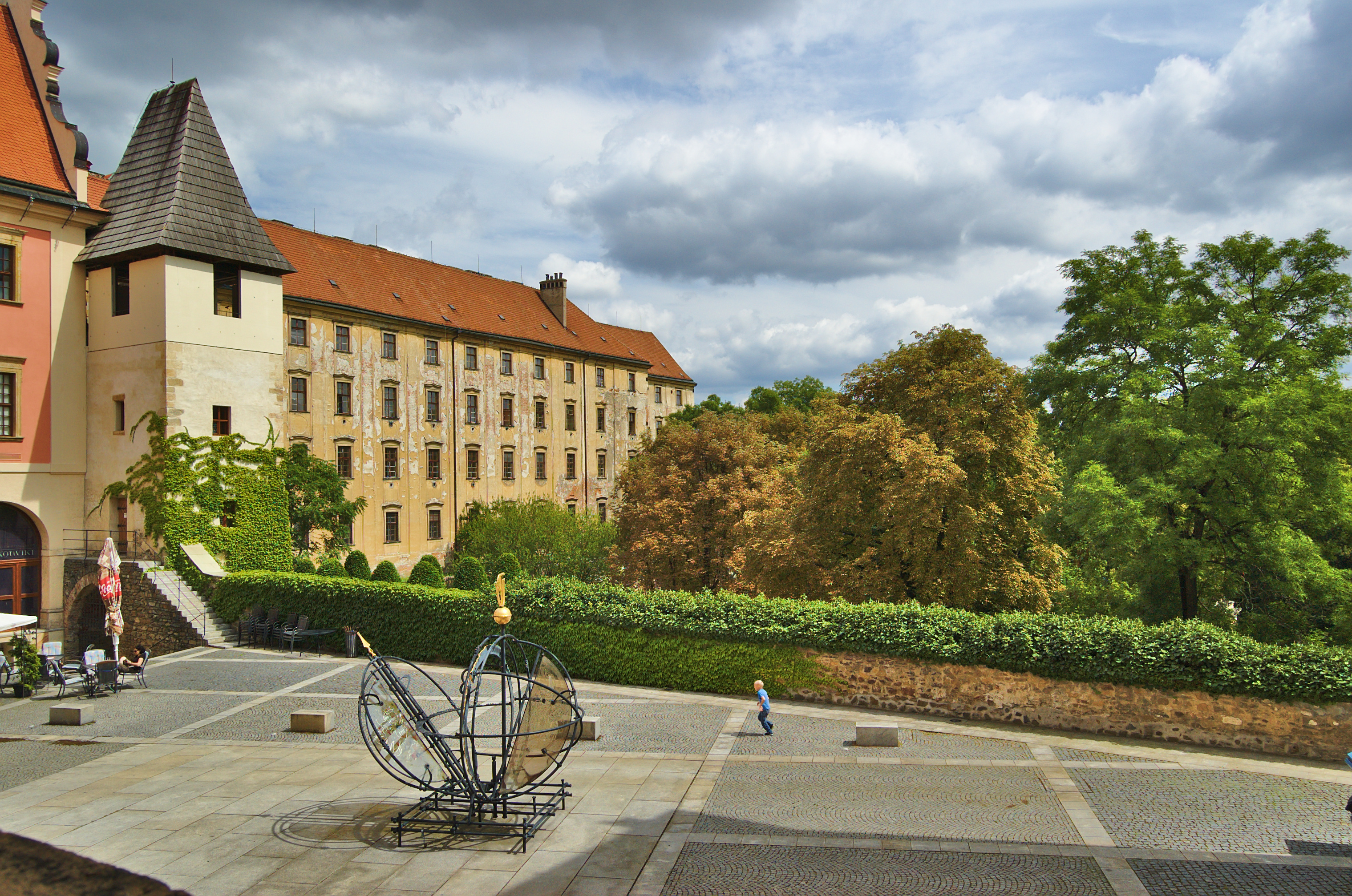
Bývalý jezuitský konvikt - umělecké centrum Filozofické fakulty: pohled z budovy na nádvoří